# Christian Zickendraht
Christan Friedrich Wilhelm Zickendraht (* 21. Februar 1837 in Bad Hersfeld; † 22. März 1923 in Kassel) war ein deutscher Gutsbesitzer und Abgeordneter des Provinziallandtages der preußischen Provinz Hessen-Nassau.

## Leben
Christian Zickendraht wurde als Sohn des Kaufmanns Conrad Zickendraht und dessen Ehefrau Friedericke Franck geboren. In Haina betrieb er die Klosterbrauerei und pachtete neben einem Viehhof mehrere Liegenschaften. Als einer der Vertreter aus dem Stand der höchstbesteuerten Grundbesitzer und Gewerbetreibenden aus dem Landkreis Frankenberg erhielt er 1871 einen Sitz im Kurhessischen Kommunallandtag. Er blieb zunächst bis zum Jahre 1877 in diesem Parlament. 1896 erhielt er wieder ein Mandat für den Hessischen Landtag, der ihn aus seiner Mitte zum Abgeordneten des Provinziallandtages der Provinz Hessen-Nassau bestimmte.